# Chiesa di San Martino in Lambrate
La chiesa di San Martino in Lambrate è la parrocchiale di Lambrate, quartiere di Milano, in città metropolitana ed arcidiocesi di Milano; fa parte del decanato di Città Studi-Lambrate-Venezia.

## Storia
La prima chiesa di Lambrate fu costruita probabilmente tra i secoli XIV e XV, anche se risulta citato un luogo di culto dedicato al santo di Tours in un documento del 1181, nonché nelle numerose visite pastorali del cardinale san Carlo Borromeo nella seconda metà del Cinquecento. 
Sembra che la parrocchia venne eretta proprio nel XVI secolo dal santo di Arona e che fosse tra le più grandi per giurisdizione.
La nuova parrocchiale in stile neoromanico venne edificata tra 1914 e il 1928 su progetto di Ugo Zanchetta e già nel dicembre del 1927 fu celebrata la prima messa. Fu consacrata il 5 marzo 1931 dal cardinale Alfredo Ildefonso Schuster. Intanto, nel 1924 la chiesa era stata insignita del titolo di prepositurale e nel 1930 la parrocchia di Lambrate, in seguito alla soppressione del vicariato di Segrate, passò alla Porta Urbana I di Milano. Successivamente, nel 1972, divenne parte del decanato di Lambrate.
Nel 1967, per adempiere alla riforma del Concilio Vaticano II, fu distrutto l'altare e con il materiale di risulta fu edificato l'altare laterale intitolato al Sacro Cuore di Gesù. Fu costruito il nuovo altare e posto il fonte battesimale simmetrico al tabernacolo.

## Descrizione

### Esterno
La chiesa si sviluppa su impianto basilicale con orientamento a ovest, rispondente alla dichiarazione del suo progettista: 
(Progettista architetto Ugo Zanchetta)
La facciata presenta un'alta zoccolatura in ceppo terminante lateralmente in conci lapidei e prosegue in laterizi a vista dalla forma tripartita da paraste aggettanti. La parte centrale è caratterizzata da tre archi a tutto sesto in lapideo bianco con colonne poligonali che consentono l'accesso all'esonartece completo di tre ingressi.
La facciata principale presenta sulla parte superiore cinque monofore atte ad illuminare la navata centrale e un'apertura a croce.

La due parti laterali, di minore elevazione a indicare le due navate laterali interne, presentano grandi arconi con aperture monofore aventi contorni sempre in laterizio.
La facciata termina con un coronamento in cotto ad archetti pensili che completano anche le due parti laterali. Una croce ferrea completa la facciata.
La torre campanaria, posta a destra della chiesa, nelle prime quattro sezioni, è la sola parte del complesso, risalente alla costruzione del XV secolo. La torre venne rialzata con l'aggiunta della parte dell'orologio e del castello che ospita le cinque campane nel Novecento.

### Interno
L'interno, grazie ai materiali impiegati, si presenta in modo molto sobrio con un forte contrasto cromatico dato dalle 20 colonne in granito complete di capitelli di pietra di Saltrio ognuno avente una raffigurazione differente. Completa l'architettura interna, la pavimentazione a larghi disegni policromi e la copertura a capriate lignee a vista. L'acceso contrasto di luci e colori crea un gradevole e armonioso aspetto dell'insieme.
Opere di pregio sono custodite all'interno della chiesa, che si sviluppa per la prima parte in cinque navate, concentrandosi in tre navate verso la parte absidale. Le grandi dimensioni della chiesa che ha uno sviluppo interno di 900 mq. e un'altezza di ben 14 metri nella parte centrale ed è illuminata da ben 37 aperture con ben 18 trifore di ampie misure.

L'altare del Crocifisso, conserva una croce processionale del XIX secolo, l'affresco raffigurante il Sacro Cuore di Gesù, dipinto nel 1950 da Vanni Lenna, il pulpito ligneo, risalente al 1935, la statua di San Giuseppe e due pale d'altare, una, seicentesca, raffigurante la Natività di Maria, e l'altra, ottocentesca, raffigurante Madonna Assunta. L'abside presbiteriale è decorata con l'imponente mosaico:  Cristo Pantocratore'.  opera di Trento Longaretti del 1982, ed è illuminata da tre grandi finestre a tutto sesto.